# Pierre-Aimé-Calixte Biroteau des Burondières
Pierre-Aimé-Calixte Biroteau des Burondières est un homme politique français né le 11 avril 1743 à Olonne-sur-Mer (Vendée) et décédé le 16 mars 1829 aux Sables-d'Olonne (Vendée).
Homme d'affaires à Saint-Julien-des-Landes et à Saint-Gilles-sur-Vie, il est ensuite avocat aux Sables-d'Olonne et député du tiers état aux États généraux de 1789 pour la sénéchaussée du Poitou.

## Sources
- « Pierre-Aimé-Calixte Biroteau des Burondières », dans Adolphe Robert et Gaston Cougny, Dictionnaire des parlementaires français, Edgar Bourloton, 1889-1891 [détail de l’édition]